# Otshudi Lamá
Otshudi Lamá (ur. 15 stycznia 1985) – mozambicki piłkarz grający na pozycji bramkarza.

## Kariera klubowa
Karierę piłkarską Lamá rozpoczął w klubie Liga Muçulmana Maputo i w jego barwach zadebiutował w 2005 roku w pierwszej lidze mozambickiej. W 2010 roku przeszedł do Ferroviário de Maputo. Z kolei w latach 2011-2012 grał w Costa do Sol Maputo. W 2013 roku został zawodnikiem Estreli Vermelha, a w 2015 roku przeszedł do Ferroviário de Nacala.

## Kariera reprezentacyjna
W 2010 roku Lamá został powołany do kadry na Puchar Narodów Afryki 2010, na którym był rezerwowym dla João Rafaela Kapango.